# Mark Zabel
Mark Zabel (Magdeburgo, Saxónia-Anhalt, 12 de agosto de 1973) é um velocista alemão na modalidade de canoagem.

## Carreira
Foi vencedor da medalha de Ouro em K-4 1000 m em Atlanta 1996 com os seus colegas de equipa Thomas Reineck, Detlef Hofmann e Olaf Winter.
Foi vencedor das medalhas de Prata em K-4 1000 m em Atlanta 1996 e em Atenas 2004.